# (3968) Koptelov
(3968) Koptelov est un astéroïde de la ceinture principale.

## Description
(3968) Koptelov est un astéroïde de la ceinture principale. Il fut découvert le 8 octobre 1978 à Nauchnyj par Lioudmila Tchernykh. Il présente une orbite caractérisée par un demi-grand axe de 2,32 UA, une excentricité de 0,09 et une inclinaison de 6,2° par rapport à l'écliptique.

## Compléments